# Сенгупта, Сватилекха
Сватилекха Сенгупта (бенг. স্বাতীলেখা সেনগুপ্ত, в девичестве Чаттерджи; 22 мая 1950, Аллахабад, Уттар-Прадеш — 16 июня 2021, Калькутта) — индийская актриса

 театра и кино.

## Биография
Родилась в Аллахабаде в 1950 году и изучала английский язык в Аллахабадском университете. 
Получив степень магистра, некоторое время преподавала в колледже Лорето. Также изучала музыку в Тринити-колледже Лондона. 
Свой театральный путь Сватилекха начала в начале 1970-х в Аллахабаде, играя в постановках под руководством А. С. Банерджи, Б. В. Каранта и Тапаса Сена. Затем она переехала в Калькутту и в 1977—1978 годах присоединилась к театральной труппе Нандикар, которой руководил её муж Рудрапрасад.
На протяжении следующих лет была костяком музыкальной команды Нандикара: играла на скрипке и фортепиано и писала музыку для постановок. Как актриса, Сватилекха известна ролями Антигоны и Ифигении в постановках греческих трагедий, Груши и Шен Те в пьесах Бертольда Брехта, Сурадхони — Тарашанкара Банерджи и Анурадхи Банерджи в «Ajnatobaas». Как писатель она адаптировала для театра произведения Премчанда, Бгишама Сахни, Лилы Маджумдар, а также написала театральные пособия для молодежи на хинди, английском и бенгальском языках. Среди поставленных ею пьес: «Football» на хинди и короткие пьесы «Pakhi», «Dulia» и «Tomar Naam». Её наиболее успешной постановкой стала «Мадхаби», получившая в 2010 году награду от государственной театральной академии.
В 2011 году Сенгупта была удостоена премии Академии Сангит Натак за вклад в индийский театр.
Во время одного из выступлений (по мнению Савтилекхи, это была бенгальская адаптация «Жизнь Галилея» Брехта) актрису заметил кинорежиссёр Сатьяджит Рай и выбрал на роль Бималы, домохозяйки из бенгальской дворянской семьи начала XX века, которая мучается выбором между своим нежным, но пассивным мужем Нихилешем (Виктор Банерджи) и его другом Сандипом (Сумитра Чаттерджи), в фильме «Дом и мир» (1984).
В следующий раз актриса появилась на экранах спустя тридцать лет, вновь сыграв с Сумитрой Чаттерджи в фильме Bela Seshe (2015) Нандиты Рой и Шибопросада Мукерджи. Фильм имел кассовый успех, и дуэт снялся в его продолжении под названием Bela Shuru.
В следующем году Сватилекха сыграла роль второго плана в хиндиязычном Chauranga, производством которого занимался Онир. Он также планировал пригласить актрису на роль пожилой женщины, выселенной из родной деревни, в свой следующий фильм Three Lives. Последним фильмом с её участием должен стать Dharmajuddha Раджа Чакраборти, премьера которого была отложена из-за пандемии COVID-19.
Сенгупта скончалась 16 июня 2021 года в больнице Калькутты, где провела последние 25 дней в связи с хроническим заболеванием почек.
У неё остались муж и дочь — актриса Сохини Сенгупта